# Купина (Велика Копаниця)
Купина (хорв. Kupina) — населений пункт у Хорватії, у Бродсько-Посавській жупанії у складі громади Велика Копаниця.

## Населення
Населення за даними перепису 2011 року становило 269 осіб.
Динаміка чисельності населення поселення:

## Клімат
Середня річна температура становить 11,11 °C, середня максимальна – 25,62 °C, а середня мінімальна – -6,18 °C. Середня річна кількість опадів – 734 мм.
| Клімат поселення                              | Клімат поселення | Клімат поселення | Клімат поселення | Клімат поселення | Клімат поселення | Клімат поселення | Клімат поселення | Клімат поселення | Клімат поселення | Клімат поселення | Клімат поселення | Клімат поселення | Клімат поселення |
| Показник                                      | Січ.             | Лют.             | Бер.             | Квіт.            | Трав.            | Черв.            | Лип.             | Серп.            | Вер.             | Жовт.            | Лист.            | Груд.            |                  |
| Середній максимум, °C                         | 5,98             | 8,32             | 12,90            | 17,49            | 22,49            | 25,62            | 25,53            | 24,95            | 20,93            | 15,56            | 9,68             | 5,67             |                  |
| Середня температура, °C                       | −0,1             | 2,20             | 6,80             | 11,40            | 16,40            | 19,55            | 21,30            | 20,73            | 16,72            | 11,31            | 5,50             | 1,40             |                  |
| Середній мінімум, °C                          | −6,18            | −3,84            | 0,72             | 5,32             | 10,33            | 13,46            | 17,07            | 16,50            | 12,48            | 7,10             | 1,23             | −2,79            |                  |
| Норма опадів, мм                              | 47               | 45               | 44               | 56               | 68               | 94               | 68               | 62               | 53               | 65               | 73               | 59               |                  |
| Середньомісячна швидкість вітру, м/с          | 1.90             | 2.16             | 2.48             | 2.40             | 2.10             | 2.00             | 1.96             | 1.80             | 1.70             | 1.80             | 1.90             | 1.95             |                  |
| Середньомісячна сонячна радіація, кДж/м²·день | 4361             | 7043             | 11002            | 15364            | 19209            | 21239            | 22203            | 20526            | 15042            | 9394             | 4903             | 3635             |                  |
| --------------------------------------------- | ---------------- | ---------------- | ---------------- | ---------------- | ---------------- | ---------------- | ---------------- | ---------------- | ---------------- | ---------------- | ---------------- | ---------------- | ---------------- |
| Джерело:                                      |                  |                  |                  |                  |                  |                  |                  |                  |                  |                  |                  |                  |                  |